# Ruisseau de Dousset
Pour les articles homonymes, voir Dousset.
Le ruisseau de Dousset est une  rivière du sud de la France c'est un affluent du Drot (ou Dropt) donc un sous-affluent de la Garonne.

## Géographie
De 10,9 km de longueur, le ruisseau de Dousset est une rivière qui prend sa source sur la commune de Savignac-de-Duras en Lot-et-Garonne et se jette dans le Dropt en rive droite sur la commune de Dieulivol en Gironde.

## Départements et communes traversés
- Lot-et-Garonne : Esclottes, Sainte-Colombe-de-Duras, Savignac-de-Duras, Baleyssagues.
- Gironde : Dieulivol, Landerrouat.

## Principaux affluents
- La Pichouse : 1,3 km
- Ruisseau de Genas : 3,3 km